# Pulsa dinura
Pulsa diNura (aramäisch: פולסא דנורא – ‚Feuerpeitsche‘) ist ein altes magisches jüdisches Ritual, bei dem ein Sünder verflucht wird. Dabei wird der Todesengel angerufen, er möge bewirken, dass Gott dem Sünder nicht seine Barmherzigkeit erweist, sondern dass stattdessen alle im Tanach erwähnten Flüche wirksam werden, so dass dies letztlich zum Tod des Sünders führt.

## Erwähnungen im Talmud
Die Wurzeln des Ausdrucks stammen vermutlich aus dem Traktat Hagiga 15a aus dem babylonischen Talmud. Dieser Abschnitt erwähnt sechzig pulsai dinura, um den Engel Metatron zu züchtigen. Ein pulsa dinura ist ebenfalls im Zohar (Abschnitt 3:263c, Raja Mehemna) erwähnt, einem der klassischen Werke der Kabbala. Hier wird er als himmlische Bestrafung gegen eine Person beschrieben, die ihren religiösen Verpflichtungen nicht nachkommt. Der Ausdruck erscheint auch in einer kleinen Anzahl weiterer Orte im Talmud und Zohar, allerdings nicht im Kontext eines mystischen Fluches.

## Medialer Gebrauch im späten 20. und im 21. Jahrhundert
Am Ende des 20. und vor allem im 21. Jahrhundert begannen jüdische Rechtsextremisten damit, politische Gegner mit einer Pulsa diNura zu verfluchen. Dabei geht es nicht um die Wirksamkeit des Fluches. Stattdessen wollen die Verfluchenden mediale Aufmerksamkeit für ihre politischen Anliegen erlangen, oft mit Erfolg, da ein vermeintlich archaisches Ritual in einer aufgeklärten Gesellschaft Nachrichtwert hat. So verbreiteten soziale und andere Medien wiederholt Meldungen über eine Pulsa diNura. Unter anderem bezichtigte sich der Extremist Yossi Dayan einer Pulsa diNura gegen Jitzchak Rabin und gegen Ariel Scharon. Die Verantwortlichen der Pulsa diNura gegen Ariel Scharon „verkauften“ den Fluch: Sie boten israelischen Medien eine Tonaufnahme meistbietend an.

## Religiöser Widerspruch gegen den Missbrauch und juristische Bewertung
Der politische Gebrauch einer Pulsa diNura widerspricht der religiösen Geboten, denen zufolge der Fromme für die Bekehrung des Sünders beten soll, siehe die Aggada des Rabbi Jehuda ben Schimon. Nach Pulsa-diNura-Vorfällen wiesen Rabbiner darauf hin, dass es auch ein Verstoß gegen das dritte (in jüdischer Zählung) der Zehn Gebote sei, den Gottesnamens nicht zu missbrauchen.
1996 verurteilte ein Gericht in Jerusalem einen Extremisten zu vier Monaten Gefängnis, weil er die Ermordung Rabins auf eine Pulsa diNura zurückführte und damit billigte. Elijahu Matza, bis 2005 stellvertretender Präsident des Obersten Gerichtes Israels, wertet eine Pulsa diNura als Aufstachelung zu Hass und Gewalt und damit als Straftat.